# Port lotniczy Wyspa Książęca
Port lotniczy Wyspa Książęca (ang. Principe Airport, IATA: PCP, ICAO: FPPR) – drugi co do wielkości aeroport Wysp Świętego Tomasza i Książęcej, zlokalizowany na Wyspie Książęcej.

## Linie lotnicze i połączenia
| Linia Lotnicza | Kierunek                  |
| -------------- | ------------------------- |
| AfriJet        | 1. São Tomé 2. Libreville |
| STP Airways    | 1. São Tomé               |